# Que el viento sople a tu favor (canción de Unísono)
«Que el viento sople a tu favor» es la canción oficial de la iniciativa #AsíSuenaUnPaísUnido que agrupó a 150 artistas costarricenses bajo el nombre Unísono para enviar un mensaje de solidaridad y positividad por medio del arte, en medio de los efectos causados por la pandemia de COVID-19.
La canción se estrenó el 8 de noviembre de 2020 con la publicación del vídeo musical en la plataforma YouTube y fue subida a otras plataformas digitales posteriormente.

## Acerca de la canción
La idea inicial de la canción fue del músico y productor de CR Music, Alejandro Castro, impulsado por ver cómo el gremio musical había quedado desprotegido ante la pandemia de COVID-19, por lo que sintió la necesidad de reunir a sus colegas artistas para buscar soluciones.
Castro creó un grupo de chat en la plataforma WhatsApp donde agregó a una numerosa cantidad de artistas costarricenses, a quienes les planteó tomar medidas ante la situación que estaban atravesando.
El esfuerzo atrajo la atención del sector privado y logró sumar a la Orquesta Sinfónica Nacional de Costa Rica y mediante la intervención de Fundación Sonar, al Coro Infantil del Instituto Nacional de la Música, para un total de 150 artistas.
La canción fue producida por el productor musical y director del proyecto CR Music, Alejandro Castro; y la presidenta de la Fundación Sonar e integrante de la Orquesta Sinfónica Nacional, Irene Monterroso. La letra fue compuesta por Castro y los artistas costarricenses Bernardo Quesada y Majo León.
El artista Bernardo Quesada afirmó que la canción es "una catarsis de los músicos para los músicos, pero también para la sociedad costarricense":

Lo que esta canción pone ante sus sentidos constituye el verdadero valor que tiene el arte en la civilización humana, constituye un manifiesto de los músicos costarricenses tanto del sector privado como del público ante la sociedad civil y la clase política, ante los círculos económicos y las grandes cámaras de comercio sobre la importancia absoluta que tiene el arte en la construcción de la civilización humana.

## Videoclip
La producción del vídeo musical estuvo a cargo de Eduardo Quirós de Fokus Creativa, mientras que el concepto gráfico de Unísono fue delegado en Leo Burnett y la comunicación a Código Cultura y CCK.
El vídeo musical de 6 minutos 56 segundos de duración incluye tomas de paisajes y otros elementos característicos del país, muestra a los 80 artistas costarricenses cantando las letras de la canción, alternando con imágenes de la Orquesta Sinfónica y el Coro Infantil.
Los géneros musicales incluidos en la canción son variados, pasando por notas melancólicas hasta una adaptación a salsa del cuarto movimiento de la novena sinfonía de Ludwig van Beethoven.

## Artistas que participan de la canción
- Alejandro Castro
- Allan Estrada
- Alonso Ramos
- Andrés Bustamante
- Angie Valverde
- Ariel D Vera
- Arlene Elizondo
- Avi
- Bernal Villegas
- Bernardo Quesada
- Carlos Guzmán
- Carlos Tapado Vargas
- Charlene Stewart
- Chillax
- Coro infantil del Instituto Nacional de la Música
- Danilo Guzmán
- David Elizondo (Indígena Maleku
- David Nick
- Duvalier Quirós
- Edín Solís
- Eduardo Aguirre
- Eduardo Quesada
- Enrique Dodero
- Esteban Ramírez
- Estradda
- Fofo Madrigal
- Gabriel Morúa
- Gastón Guevara
- Humberto Vargas
- Iriabelle González
- Jam Sanabria – niño
- Jecsinior Jara
- Jim & Joy
- Joaquín Yglesias
- Jorge Rodríguez
- José Cañas
- Jose Mata
- Karina Severino
- Kendall Berrocal
- Kin Rivera Jr.
- Luis Alonso Naranjo
- Luis Ángel Monge
- Luis Ga
- Luis Montalbert
- Manuel Obregón
- María Fernanda León
- María José León
- Marko Jara
- Marta Fonseca
- Masterkey
- Natalia Monge
- Orquesta Sinfónica Nacional
- Pato Barraza
- Pedro Capmany
- Ricardo Ramírez
- Rodolfo González
- Sebas Guillém
- Sharon Abarca
- Shirley Ortiz
- Sinca
- Solón Sirias
- Sonia Bruno
- Steven Sibaja
- Tapón
- Valentina Cañas – niña
- Vanessa González
- Xiomara